# Refii Cevat Ulunay
 (décembre 2023).
La mise en forme du texte ne suit pas les recommandations de Wikipédia : il faut le « wikifier ».
Les points d'amélioration suivants sont les cas les plus fréquents. Le détail des points à revoir est peut-être précisé sur la page de discussion.
- Les titres sont pré-formatés par le logiciel. Ils ne sont ni en capitales, ni en gras.
- Le texte ne doit pas être écrit en capitales (les noms de famille non plus), ni en gras, ni en italique, ni en « petit »…
- Le gras n'est utilisé que pour surligner le titre de l'article dans l'introduction, une seule fois.
- L'italique est rarement utilisé : mots en langue étrangère, titres d'œuvres, noms de bateaux, etc.
- Les citations ne sont pas en italique mais en corps de texte normal. Elles sont entourées par des guillemets français : « et ».
- Les listes à puces sont à éviter, des paragraphes rédigés étant largement préférés. Les tableaux sont à réserver à la présentation de données structurées (résultats, etc.).
- Les appels de note de bas de page (petits chiffres en exposant, introduits par l'outil «  Source ») sont à placer entre la fin de phrase et le point final[comme ça].
- Les liens internes (vers d'autres articles de Wikipédia) sont à choisir avec parcimonie. Créez des liens vers des articles approfondissant le sujet. Les termes génériques sans rapport avec le sujet sont à éviter, ainsi que les répétitions de liens vers un même terme.
- Les liens externes sont à placer uniquement dans une section « Liens externes », à la fin de l'article. Ces liens sont à choisir avec parcimonie suivant les règles définies. Si un lien sert de source à l'article, son insertion dans le texte est à faire par les notes de bas de page.
- La présentation des références doit suivre les conventions bibliographiques. Il est recommandé d'utiliser les modèles {{Ouvrage}}, {{Chapitre}}, {{Article}}, {{Lien web}} et/ou {{Bibliographie}}. Le mode d'édition visuel peut mettre en forme automatiquement les références.
- Insérer une infobox (cadre d'informations à droite) n'est pas obligatoire pour parachever la mise en page.

Pour une aide détaillée, merci de consulter Aide:Wikification.
Si vous pensez que ces points ont été résolus, vous pouvez retirer ce bandeau et améliorer la mise en forme d'un autre article.
Refii Cevat Ulunay est un journaliste et écrivain turc.

## Biographie
Refii Cevat, opposant à la presse turque et écrivain puissant pendant la Seconde Monarchie constitutionnelle, la Guerre d'indépendance et de la République, est né en 1890 à Damas, où son père était fonctionnaire. Il est originaire de Seydişehir et appartient à une famille installée à Konya. Sa mère est Makbule Hanım et son père est le gouverneur d'Ankara Ali Muhiddin Pacha, qui est gouverneur de Hakkari et de Rize et gouverneur du district de Beypazarı .
Refii Cevat a étudié au lycée Galatasaray et a obtenu son diplôme en 1909. Les années qu'il a passées dans ce lycée ont influencé la formation de ses opinions politiques. Il a suivi des cours auprès d'importantes personnalités littéraires et politiques de l'époque. Parmi ses professeurs figuraient Ata Bey, qui a traduit "L'Histoire ottomane" de Joseph Von Hammer en turc, Recaizade Mahmut Ekrem, des noms importants du mouvement littéraire Servet-i Fünûn, Muallim Naci, Abdurrahman Şeref Bey et Tevfik Fikret ,.
Refii Cevat a commencé le journalisme au journal Ferda en 1908. En 1909, il devient correspondant au palais du journal Tanin. Après un certain temps, il travaille pour le journal Ikdam. Plus tard, il a rejoint le journal Şehrah et est devenu rédacteur en chef de ce journal. Il est également devenu membre du Parti Liberté et Entente et a participé à la politique.
Refii Cevat a travaillé comme rédacteur en chef du journal Gıdık. Cependant, il a acquis sa renommée dans le monde des médias en travaillant au journal Alemdar ,.
Après le meurtre de Mahmut Şevket Pacha le 11 juin 1913, Refii Cevat, ainsi que Refik Halit Karay et de nombreuses personnalités de l'opposition, furent exilés à Sinop par le Comité Union et Progrès. Pour cette raison, le journal Alemdar qu'il publiait a également été fermé. Après le bombardement de Sinop par des navires russes pendant la Première Guerre mondiale, son lieu d'exil fut changé et il fut envoyé à Çorum. Alors qu'il était à Çorum, il demanda pardon avec une pétition datée du 11 décembre 1916, qu'il envoya au ministre de l'Intérieur, Talat Pacha.
Refii Cevat a envoyé une pétition au gouverneur d'Ankara le 20 décembre 1916, déclarant qu'il avait été exilé pendant quatre ans sans raison, que sa santé s'était détériorée et que cette situation ne pouvait pas être améliorée en exil.
Le gouverneur d'Ankara a transmis les demandes de Refii Cevat au gouvernement dans une lettre datée du 6 janvier 1917. Toutefois, Refii Cevat n’a pas été pardonné. Seul le lieu d'exil fut modifié et il fut envoyé à Konya. Il retourna à Istanbul après la fin du mandat du gouvernement de Talat Pacha le 20 octobre 1918 ,,.
La haine de Refii Cevat pour le Comité Union et Progrès l'a amené à considérer la Guerre d'Indépendance comme une organisation des unionistes. Pour cette raison, il a vivement critiqué Kuvayi Milliye et Mustafa Kemal Pacha. Il voyait la seule alternative au salut en tant que sultan et défendait le mandat britannique. À la suite du succès de la guerre d'indépendance, Refii Cevat se réfugie chez les Britanniques sans attendre le début des pourparlers de paix de Lausanne et quitte la Turquie en novembre 1922.
Il a été condamné à mort par le tribunal pénal de première instance d'Ankara pour trahison. Après la proclamation de la République, il fut inscrit sur la liste des 150 personnes par décision de la Grande Assemblée nationale turque en 1924. Il fut déchu de sa citoyenneté en 1927. Après avoir quitté le pays, il reste quelque temps en Syrie, puis s'installe à Paris et y vit longtemps. Dans les premières années de son séjour à Paris, il continue de soutenir le sultanat plutôt que la guerre d'indépendance. Il a écrit des articles dans le journal "La République Enchaînée", publié par l'ancien ministre de l'Intérieur Mehmet Ali Bey, qui faisait partie du groupe de 150 personnes exilées de Turquie pour collaboration avec l'ennemi. Ce journal regorge d'articles contre le président Mustafa Kemal Pacha, les hommes d'État de la jeune République turque et les révolutions. Durant cette période, il gagne sa vie en travaillant chez un coiffeur du Grand Boulevard à Paris.
Alors qu'il vivait à Paris, il était suivi par le Consulat de Paris ,,.
Après les difficultés financières qu'il a rencontrées, Refii Cevat a commencé à évaluer différemment la République de Turquie et Mustafa Kemal Pacha et s'est tenu à l'écart des actions anti-républicaines. En 1933, il écrit une lettre au gouvernement et demande l'amnistie. Cependant, cette demande n'a pas été satisfaite. Lorsqu'il apprit la maladie d'Atatürk en 1935, il écrivit une lettre au gouvernement pour exprimer sa tristesse. En 1938, l’ensemble du groupe de 150 personnes retourna en Turquie après avoir été gracié ,.
Refii Cevat a continué à travailler comme journaliste après son retour en Turquie. Il a travaillé au journal Tan (1940-1944), Yeni Sabah (1944-1952) et au journal Milliyet (1953-1968). Le titre de sa chronique dans le journal Milliyet était "Une feuille du calendrier" .
Refii Cevat est décédé à Istanbul le lundi 4 novembre 1968, à l'âge de 78 ans. Le corps de Refii Cevat, qui était un descendant de Mevlana Celalettin Rumi et en était fier à chaque occasion, a été enterré au cimetière de Konya Üçler.
En plus d'être un maître journaliste, Refii Cevat était également un écrivain productif. Il a écrit de nombreux ouvrages dans les domaines des romans, des récits, des pièces de théâtre, des récits de voyage, des mémoires, des traductions et des critiques. Il a écrit 11 romans entre 1910 et 1959. Quatre de ces romans ont été publiés dans les journaux sous forme de feuilletons et sept sous forme de livres,,.

## Travaux

### Romans
- Üçler (1921)
- Köle (1941)
- Eski İstanbul Kabadayıları / Sayılı Fırtınalar (1955)
- Dağlar Kralı Balıkçı Ethem (1955)
- Eski İstanbul Yosmaları (1959)
- Mermer Köşkün Sahibi (1959)
- Bir Başka Âlem (1964)

### Commentaires
- Rıza Tevfik : Şiirleri ve Mektupları (1943)

### Souvenirs
- Enkaz Arasında (1945)
- Konuşan Kalemler (1968)
- Sürgün Hatıraları (1994)
- Bu Gözler Neler Gördü (2002)

### Écrits de voyage
- İhtişam Diyarı Hindistan (1962)